# Impatiens scabrida
Impatiens scabrida är en balsaminväxtart som beskrevs av Dc. Impatiens scabrida ingår i släktet balsaminer, och familjen balsaminväxter. Inga underarter finns listade i Catalogue of Life.

## Bildgalleri

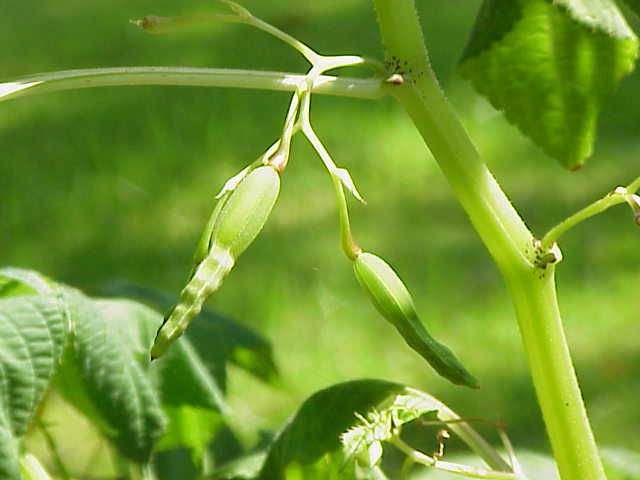
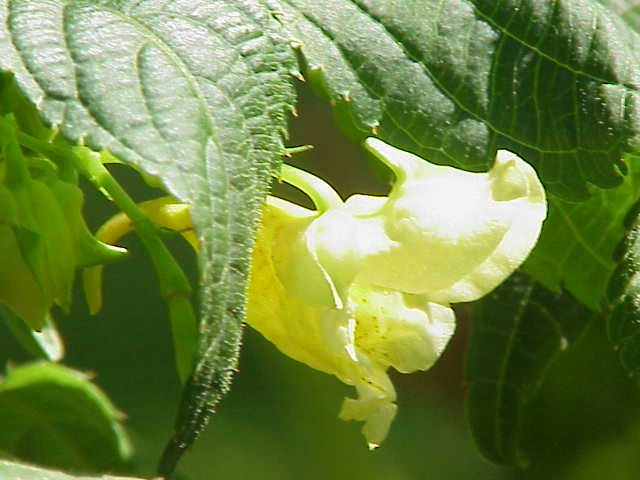